# Benjamin Atkins
Benjamin Thomas Atkins, noto anche come “Woodward Corridor Killer” (Detroit, 26 agosto 1968 – Jackson, 17 settembre 1997), è stato un serial killer statunitense che ha commesso 11 omicidi.

## Woodward Killer

### Omicidi
Atkins commise gli omicidi a Detroit e Highland Park (Michigan) tra il dicembre 1991 e l'agosto 1992, nel corso di nove mesi. Tutte le sue vittime erano donne tra i 22 e i 43 anni; la maggior parte di esse era formata da prostitute di colore che avevano alle spalle una storia di abuso di cocaina. Nel suo modus operandi attirava a sé la vittima, la legava, la spogliava parzialmente, imbavagliava, stuprava, strangolava e ne abbandonava il corpo in edifici vecchi e abbandonati. In tutto commise 11 omicidi. Prima di iniziare ad uccidere aggredì e stuprò una donna di nome Darlene Saunders (35 anni) nell'Highland Park nel mese di ottobre; si presentò a lei con il nomignolo “Tony”. Secondo la sua futura confessione, durante il primo omicidio soffocò la vittima senza l'intenzione di ucciderla, ma era avvenuto il contrario. Di notte sognava i suoi delitti e le donne uccise. La polizia condusse delle indagini ma, nel corso di diversi mesi, indagarono sospettati sbagliati e seguirono  piste errate.
Le vittime sono:
- Debbie Ann Friday (30 anni), trovata il 14 dicembre 1991 nell'Highland Park;
- Bertha Jean Mason, (26 anni), trovata il 30 dicembre 1991 a Detroit;
- Patricia Cannon George (36 anni), trovata il 3 gennaio 1992 a Detroit;
- Vickie Truelove (39 anni), trovata il 25 gennaio 1992 a Detroit;
- Valerie Chalk (34 anni), trovata il 17 febbraio 1992 nella stanza 68 del Monterey Motel, nell'Highland Park;
- Juanita Hardy (23 anni), trovata il 17 febbraio 1992 nella stanza 35 del Monterey Motel, nell'Highland Park;
- Vittima non identificata (? anni), trovata il 17 febbraio 1992 nella stanza 18 del Monterey Motel, nell'Highland Park;
- Brenda Mitchell (38 anni), trovata il 9 aprile 1992 nell'Highland Park;
- Vicki Beasley-Brown (43 anni), trovata il 15 aprile 1992 nell'Highland Park;
- Joanne O'Rourke (40 anni), trovata il 15 giugno 1992 nell'Highland Park;
- Ocinena Waymer (22 anni), trovata il 21 agosto 1992 nell'Highland Park.

### Arresto
Il killer fu arrestato dopo che provò a soffocare una prostituta chiamata “Donna” (36 anni) in un motel abbandonato. Dopo che lui la incontrò in un ristorante e la pagò per un rapporto sessuale, lei capì che la voleva uccidere e i due iniziarono a lottare; lei scappò dall'edificio senza i vestiti. Un passante notò il fatto; la sua presenza spaventò Atkins. Scampata al pericolo, riportò l'incidente alla polizia e, nelle settimane seguenti, l'aiutò a costruire l'identikit.
Un detective l'accompagnò in auto finché, due settimane dopo, non riconobbe l'aggressore: venne arrestato il 19 agosto 1992 nella zona di Woodward, nell'Highland Park. Atkins era sospettato degli omicidi, ma non era in cima agli indiziati. In carcere negò di avere commesso degli stupri dicendo agli agenti che era omosessuale. Successivamente confessò minuziosamente i delitti e disse di avere ucciso perché odiava le prostitute; inoltre era un misogino perché pensava che le donne fossero tutte “bitches” e “whores” (“prostitute”). Durante la confessione mangiò tranquillamente cinque panini; gli agenti poi si accorsero che era sessualmente eccitato, cosa che fa presupporre fosse un sadico. Al momento era accusato di tre omicidi accertati e di violazione di domicilio. I tre cadaveri erano stati trovati il 17 febbraio 1991 proprio in quel motel; il motel e il ristorante si trovavano nella zona di Woodward, che ha dato il soprannome al killer. Poco tempo dopo gli vennero addossati altri otto omicidi.
Ernestine James e Diane Robinson, due persone che conoscevano il killer, dissero alla stampa che era una brava persona: praticamente rimase insospettabile. Il 23 settembre Donna venne arrestata a Detroit contro la sua volontà in modo che testimoniasse al processo e “per il suo bene”. Si offrì di testimoniare e confessò di avere abusato di alcol e droga; al momento dell'arresto era trasandata e aveva un grosso attacco di tosse: dopo un po' di tempo si riprese. Donna sarebbe potuta uscire con una cauzione di 50.000$. Una perizia concluse che Atkins poteva affrontare il processo, che si sarebbe svolto nella Corte di Detroit; contro di lui c'era un verbale di 87 pagine, il frutto di 12 ore di confessione.

### La fine
Il Woodward Corridor Killer, dopo quattro mesi di processo e tre giorni di delibera, nel 1994 ebbe 11 sentenze a vita per ognuno degli 11 omicidi di primo grado; non ottenne l'insanità mentale. Nella sua prima confessione, disse di non preoccuparsi delle conseguenze dei suoi gesti. Ebbe un comportamento molto tranquillo in aula. Erano presenti alcuni giornalisti e dei parenti delle vittime che rimasero molto contenti del verdetto. Dopo la condanna Atkins scrollò le spalle e chiese semplicemente una sigaretta. Durante il processo emerse che era stato abbandonato all'età di due anni; sua madre, una prostituta, lo costringeva insieme al fratello maggiore ad assistere ai suoi rapporti sessuali. Confessò anche di consumare droga e di avere avuto un'adolescenza difficile; all'età di 10 o 15 anni si sarebbe svegliato mentre un assistente sociale gli stava praticando del sesso orale. Atkins possedeva della droga, che usò per attirare una vittima. Ogni tanto faceva il pizzaiolo in una pizzeria a Westland e l'operaio part-time in una ditta di New York. Morì il 17 settembre 1997 nel Duane Waters Hospital a Jackson (Michigan) per un'infezione causata dall'HIV; aveva 29 anni. I suoi resti sono stati cremati e trasportati in una località sconosciuta.